# Hylletofta distrikt
Hylletofta distrikt är ett distrikt i Sävsjö kommun och Jönköpings län. 
Distriktet ligger i norra delen av kommunen.

## Tidigare administrativ tillhörighet
Distriktet inrättades 2016 och utgörs av socknen Hylletofta i Sävsjö kommun.
Området motsvarar den omfattning Hylletofta församling hade vid årsskiftet 1999/2000.